# Dongyang, Jiangxi
Dongyang är en sockenhuvudort i Kina. Den ligger i provinsen Jiangxi, i den sydöstra delen av landet, omkring 32 kilometer nordväst om provinshuvudstaden Nanchang. Antalet invånare är 9 441. Befolkningen består av 4 799 kvinnor och 4 642 män. Barn under 15 år utgör 23,0 %, vuxna 15-64 år 62 %, och äldre över 65 år 13,0 %.
Runt Dongyangzhen är det tätbefolkat, med 297 invånare per kvadratkilometer. Närmaste större samhälle är Makou, 15,4 km nordost om Dongyangzhen. Trakten runt Dongyangzhen består till största delen av jordbruksmark.
Genomsnittlig årsnederbörd är 2 096 millimeter. Den regnigaste månaden är juni, med i genomsnitt 340 mm nederbörd, och den torraste är oktober, med 36 mm nederbörd.